# خوزيه ميلو
خوزيه ميلو هو قاضي فلبيني، ولد في 30 مايو 1932 في مانيلا في الفلبين.